# Miwa Shissai

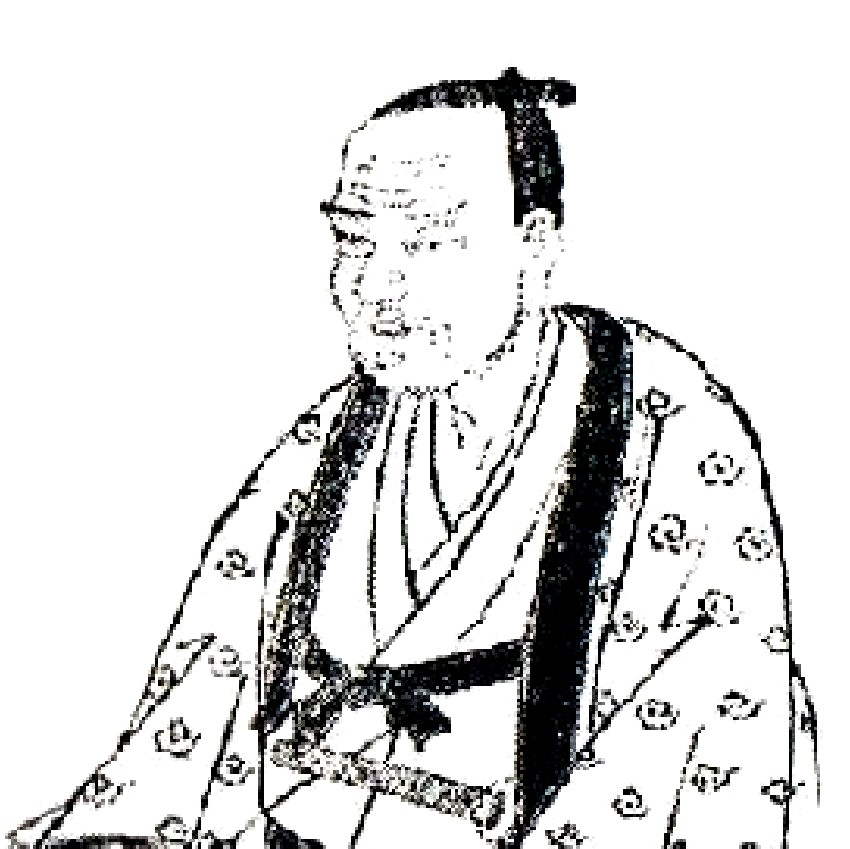
Miwa Shissai

Miwa Shissai (japanisch 三輪 執斎; geboren 1669 in Kyōto (Provinz Yamashiro); gestorben 9. März 1744 daselbst) war ein japanischer konfuzianistischer Gelehrter in der mittleren Edo-Zeit.

## Leben und Wirken
Miwa Shissai führte den Vornamen Kiken (希賢), gewöhnlicher wurde er Zenzō (善蔵) genannt, und sein „Gō“ war Shissai (執斎). Er wurde in Kyōto geboren, zog im Alter von 19 Jahren nach Edo und lernte den Neokonfuzianismus unter Satō Naokata (1650–1719), einem Schüler von  Yamazaki Ansai (1619–1682). Später widmete er sich der Lehre Wang Yangmings in Form der Darstellung „Zhi liangzhi“–(致良知) – „Über das Gewissen“.
Eine Zeit lang diente Miwa dem Umayabashi-Klan (厩橋藩) in der Provinz Kōzuke (heute Präfektur Gunma), zog sich dann aber daraus zurück. Er kehrte nach Kyōto zurück, wo er an der Hirano-Gansuidō (平野含翠堂) unterrichtete. Dann ging er nach Edo, wo er die Schule „Meirindō“ (明倫堂) gründete, um Jugendliche zu unterrichten. Sein Werk „Hyōchū denshū-roku“ (標註伝習録), 3 Bände mit einem Anhang, ist der früheste Kommentar zu Wang Yangmings notierten Aussprüchen. Damit leistete er einen großen Beitrag zur Verbreitung zu dessen Lehre in Japan. Weitere Werke sind „Denshū-roku Hikki“ (伝習録筆記), ein Vortrag, der von einem älteren Schüler, Kawata Kinkei (川田 琴卿; 1684–1761), verfasst wurde, und unter anderem „Nichiyō shimpō“ (日用心法) – etwa „Herzensregeln für den Alltag“.
Miwa ist auch für seine Fähigkeiten bekannt, was japanischen Poesie betrifft. Zum Beispiel schrieb er über den Satz „Muzen muaku wa kokoro no karada“ (無善無悪は心の体) „Nichts Gutes und nichts Böses [tun] ist das Wesen des Herzens“ in Wang Yangmings „Si Yánjiào“ (四言教) „Lehre der vier Worte“: „Da ist etwa wie mit dem Boot, das gleich ablegen wird: die Füße sind mitten im Wasser von Minami Ninba.“
In seinen späteren Jahren wurde Miwa krank und kehrte nach Kyōto zurück, wo er im Alter von 76 Jahren verstarb. Sein solides Verständnis Lehre Wang Yangmings und seine einfachen Erklärungen sowie seine reine und aufrichtige Persönlichkeit sind bis heute lebendig.